# Lokomotiva TKh49

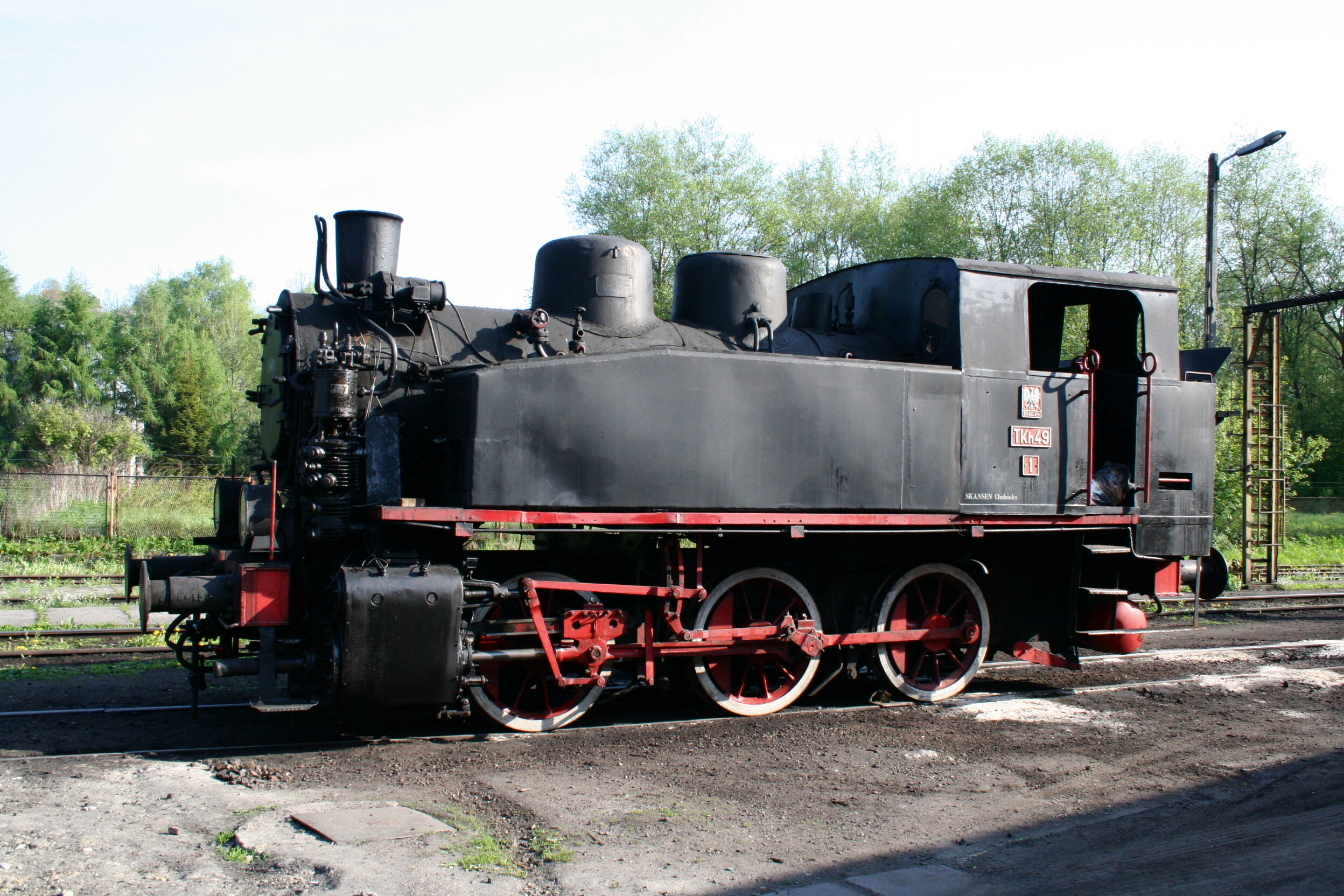
Lokomotiva TKh49-1 v Chabówce

Řada TKh49 (též označovaná jako Ferrum 47) je řada polských parních lokomotiv vyráběných v letech 1948 až 1961 v továrně Fablok (polsky Pierwsza Fabryka Lokomotyw w Polsce Sp. Akc.) v Chrzanowě.
Lokomotivy tohoto typu byly používány především k přepravě zboží při výrobě a zpracování uhlí na lesní železnici, zřídka na osobní přepravu. Bylo vyrobeno asi 477 kusů, mimo Polsko byly vyváženy do Rumunska, Bulharska a Albánie.
Stroj TKh49-1 je zachovaný ve skanzenu v Chabowce.